# Nákří
Nákří (en allemand : Nakersch) est une commune du district de České Budějovice, dans la région de Bohême-du-Sud, en République tchèque. Sa population s'élevait à 203 habitants en 2023.

## Géographie
Nákří se trouve à 7 km au nord-nord-ouest de Zliv, à 20 km au nord-ouest de České Budějovice et à 107 km au sud de Prague.
La commune est limitée par Dříteň au nord et au nord-est, par Olešník au sud-est, par Mydlovary au sud et par Dívčice au sud et à l'ouest.

## Histoire
La première mention écrite du village date de 1357.

## Galerie

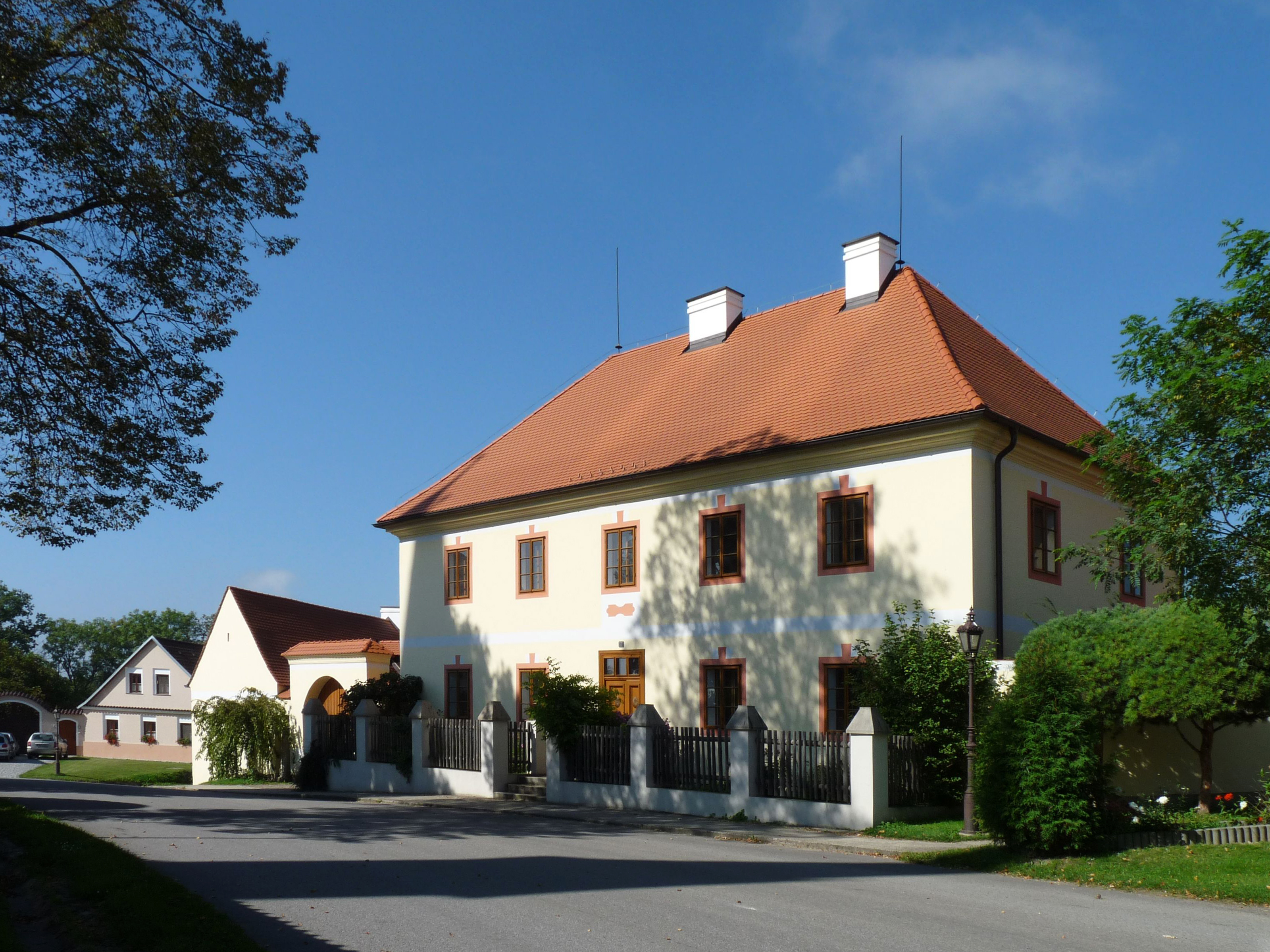
Une rue de Nákří.
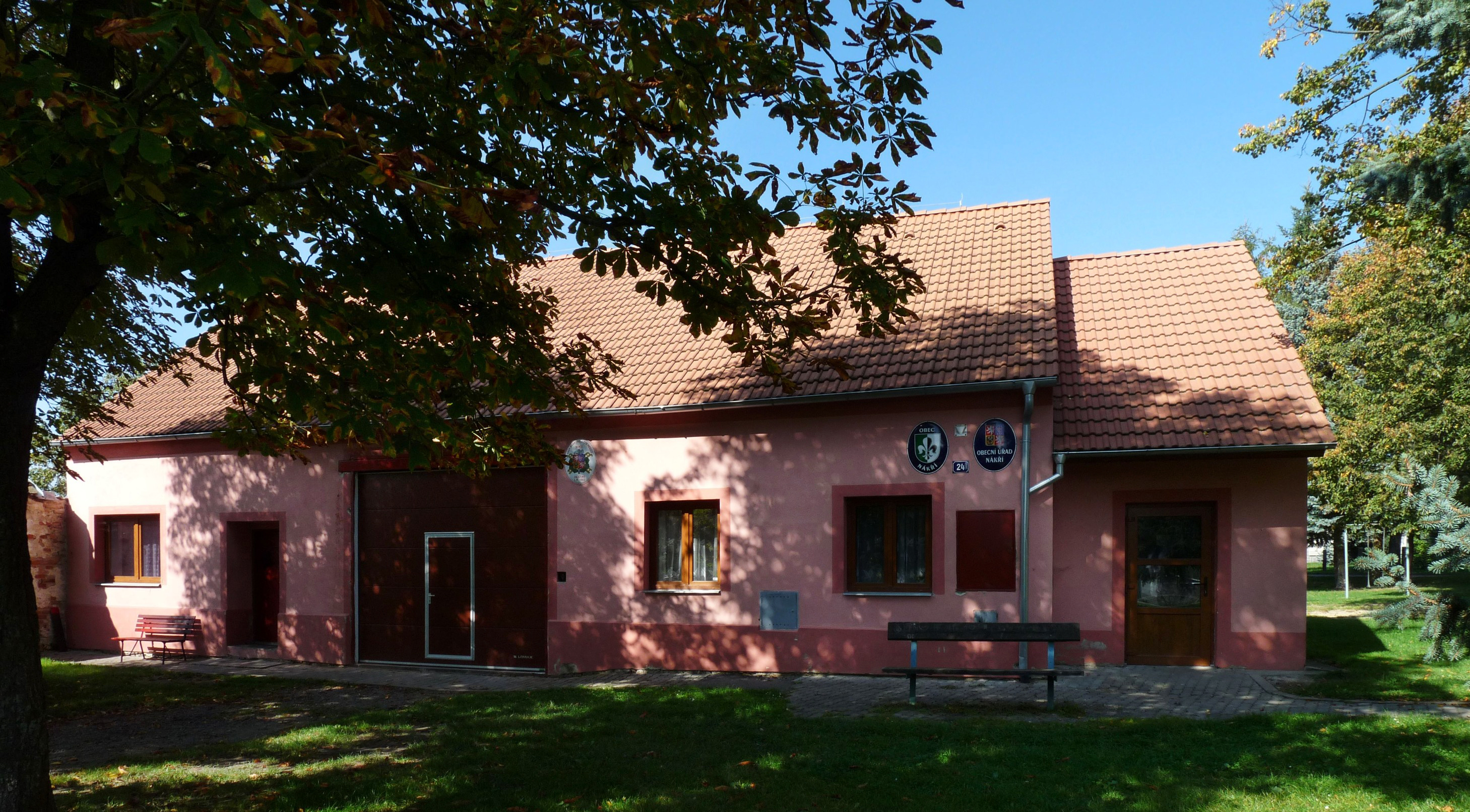
Nákří : la mairie.

## Transports
Par la route, Nákří se trouve à 15 km de Týn nad Vltavou, à 22 km de České Budějovice et à 139 km de Prague.

## Source
- (cs) Cet article est partiellement ou en totalité issu de l’article de Wikipédia en tchèque intitulé « Nákří » (voir la liste des auteurs).